# ヴィネ

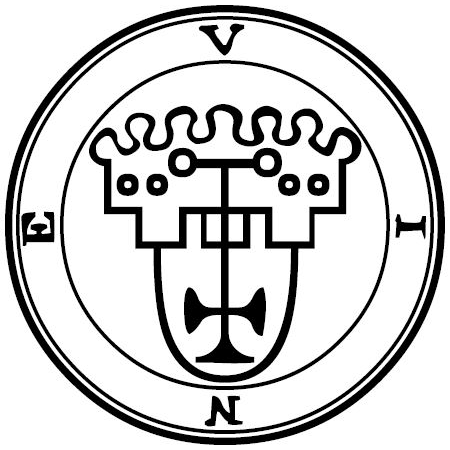
『ゴエティア』に記されたヴィネのシジル

ヴィネ（Vine）、またはヴィネア（Vinea）は悪魔学における悪魔の一人。

## 概要
『ゴエティア』によると、地獄の36の軍団を率いる序列45番の偉大なる王にして伯爵。
黒馬にまたがり手（前足）に毒蛇を持ったライオンの姿で現れる。秘められた事物や魔術師の存在を探り出し、過去・現在・未来について知る。命じられれば塔を建造したり、逆に堅固な城壁を倒壊させたり、水域を嵐を伴い荒れさせることもできる。